# Estación de Dosante Cidad
Dosante-Cidad (oficialmente Dosante Cidad) es un apeadero ferroviario con parada facultativa situado en el municipio español de Merindad de Valdeporres, en la provincia de Burgos, comunidad autónoma de Castilla y León, comarca de Las Merindades. Forma parte de la red de ancho métrico de Adif, operada por Renfe Operadora a través de su división comercial Renfe Cercanías AM. Cuenta con servicios regionales de la línea R-4f, que une Léon con Bilbao. En 2021 la estación registró la entrada de 75 usuarios, correspondientes a los servicios regionales de Media Distancia.

## Situación ferroviaria
La estación se encuentra situada en el punto kilométrico 216,55 de la línea férrea de ancho métrico de La Robla y León a Bilbao (conocido como Ferrocarril de La Robla), entre las estaciones de Robredo Ahedo y Pedrosa, a 688,2 metros de altitud. El tramo es de vía única y no está electrificado.

## Historia
La línea fue abierta al tráfico el 6 de octubre de 1892 e inaugurada el día 20 del mismo mes, con la puesta en marcha del tramo Valmaseda-Espinosa de los Monteros de la línea que pretendía unir La Robla con Bilbao, no quedando La Robla y Bilbao definitivamente unidas hasta 1902. No forma parte de las estaciones originales de la línea.
La estación se erigió en noviembre de 1930 como trasbordo de la cercana estación de Cidad-Dosante de ancho ibérico, donde terminaba el ferrocarril Santander-Mediterráneo. Por ello, suponía el único enlace entre los ferrocarriles de La Robla y el ferrocarril del Santander-Mediterráneo. En 1938 se construyó una vía de empalme para permitir los transbordos con la línea del Santander-Mediterráneo, que contaba con su estación en las cercanías.
Las obras y la explotación inicial de la concesión corrieron a cargo de la Sociedad del Ferrocarril Hullero de La Robla a Valmaseda, S.A. (que a partir de 1905 pasó a denominarse Ferrocarriles de La Robla, S.A.). En 1972, FEVE compró la compañía debido a la decadencia que padecía la línea, provocada por la falta de rentabilidad que sufrió la industria del carbón. Sin embargo, bajo el mandato de la empresa pública la explotación empeoró y la línea se cerró en 1991. Esta medida no fue bien aceptada por los vecinos de las zonas afectadas que pidieron su reapertura. A partir de 1993, la línea comenzó a prestar servicio por tramos y el 19 de mayo de 2003, merced a un acuerdo con la Junta de Castilla y León, se reanudó el tráfico de viajeros entre León y Bilbao. Este mismo acuerdo contempló la construcción de un nuevo apeadero de ancho métrico para la estación, operativo hoy y distante unos 900 metros en sentido Bilbao de la antigua estación de ancho métrico, ya demolida durante el cierre temporal de la línea y con las vías de apartado retiradas. Para mayor información consultar este plano.
El 1 de enero de 2013, se disolvió la empresa Feve en un intento del gobierno por unificar vía ancha y estrecha, encomendándose la titularidad de las instalaciones ferroviarias a Adif y la explotación de los servicios ferroviarios a Renfe Operadora, distinguiéndose la división comercial de Renfe Cercanías AM para los servicios de pasajeros y de Renfe Mercancías para los servicios de mercancías.

## La estación
Se encuentra situada entre las poblaciones de Cidad de Valdeporres y Dosante, en las inmediaciones de la estación de Cidad-Dosante del SM (ancho ibérico), ya fuera de servicio. Constituyen la estación una única vía, un andén para el acceso al tren situado a la izquierda en kilometraje ascendente y una pequeña marquesina construida en ladrillo caravista para guarecerse mínimamente de las inclemencias del tiempo. Todo ello se construyó en el año 2003, con motivo de la reapertura de la línea entre Bilbao y León. La estación es asimismo extremo de la Vía verde F.C. Santander-Mediterráneo, por lo que es punto de comienzo y final para los usuarios del camino.

## Servicios ferroviarios

### Regionales
Los trenes regionales que realizan el recorrido León - Bilbao (línea R-4f) tienen parada en la estación. Su frecuencia es de 1 tren diario por sentido. En las estaciones en cursiva, la parada es discrecional, es decir, el tren se detiene si hay viajeros a bordo que quieran bajar o viajeros en la parada que manifiesten de forma inequívoca que quieren subir. Este sistema permite agilizar los tiempos de trayecto reduciendo paradas innecesarias.
Las conexiones ferroviarias entre Dosante-Cidad y el resto de estaciones de la línea, para los trayectos regionales, se efectúan exclusivamente con composiciones de la serie 2700
| Línea | Origen/Destino   | Paradas intermedias | Destino/Origen |
| ----- | ---------------- | --- | -------------- |
|       | Bilbao Concordia | Amézola · Basurto Hospital · Zorroza-Zorrozgoiti · Iráuregui · Zaramillo · Sodupe · Aranguren · Aranguren-Apeadero · Zalla · Valmaseda · Arla-Berrón · Ungo-Nava · Mercadillo · Cadagua · Bercedo-Montija · Quintana · Espinosa de los Monteros · Redondo · Sotoscueva · Pedrosa · Dosante Cidad · Robredo Ahedo · Soncillo · Cabañas de Virtus · Arija · Llano · Las Rozas · Montes Claros · Los Carabeos · Mataporquera · Cillamayor · Salinas de Pisuerga · Vado Cervera · Castrejón de la Peña · Villaverde-Tarilonte · Santibáñez de la Peña · Guardo-Apeadero · Guardo · La Espina · Valcuende · Puente Almuhey · Cerezal de la Guzpeña · Prado de la Guzpeña · La Llama de la Guzpeña · Valle de las Casas · Sorriba · Cistierna · La Ercina · Boñar · La Vecilla · Matallana · San Feliz · Asunción/Universidad | León-Matallana |